# Der Himmel auf Erden (1927)
Der Himmel auf Erden ist ein deutsches Stummfilmlustspiel aus dem Jahre 1927 von Alfred Schirokauer und Reinhold Schünzel mit Schünzel in der Hauptrolle eines unermüdlichen Kämpfers gegen Sittenlosigkeit und Unmoral. Der Geschichte liegt das Bühnenstück Der Doppelmensch der Herren Wilhelm Jacoby und Arthur Lippschütz zugrunde.

## Handlung
Der Parlamentsabgeordnete Traugott Bellmann hat sich ganz dem Kampf gegen die grassierende Sittenlosigkeit gewidmet. Überall wittert er Unzucht und Unmoral, und er wird nicht müde, Brandreden gegen die allgemeine Verlotterung der Sitten zu halten. So sind beispielsweise Nachtlokale für ihn nichts anderes als Lasterhöhlen, die es auszuräuchern gilt. Traugotts frisch angetraute Gattin Juliette ist begeistert von Traugotts Sittenstrenge, während der genervte Schwiegervater, der korpulente und lebensfrohe Sektfabrikant Martiny, sich geradezu über Traugott empört. Eines Tages setzt er diesem die Pistole auf die Brust: Entweder Traugott widerrufe öffentlich im Parlament seine albernen (und für das Geschäft Martinys schädlichen) Ansichten, oder er, Martiny, werde Juliettes Mitgift an den Neugatten nicht auszahlen. Als wäre dies alles nicht schon schlimm genug, ereilt Traugott eine weitere Hiobsbotschaft, die ihm wie die Versuchung schlechthin erschienen sein muss: Sein jüngst verstorbener Stiefbruder hat ihm ein Nachtlokal hinterlassen, das als die schlimmste Lasterhöhle der gesamten Stadt gilt: Sie heißt euphemistischerweise „Himmel auf Erden“.
Zu dem Erbe gehört, neben der anrüchigen Spelunke, noch eine erkleckliche Bargeldsumme in Höhe von 500.000 Mark. Daran ist aber eine nicht ganz unwichtige Bedingung gebunden: Jeden Abend, so steht es im Testament, müsse der gottesfürchtige Traugott um neun Uhr im „Himmel auf Erden“ erscheinen und vor den Gästen die Honneurs machen. Was also tun? Weiterhin prinzipientreu auf Sittenstrenge pochen oder lieber doch als Heuchler gelten und klammheimlich Bar und die halbe Million einstreichen? Nun, Traugott entscheidet sich für letzteres und verdonnert den Testamentsvollstrecker dazu, über seine Entscheidung absolutes Stillschweigen zu bewahren. Und so beginnt das hochgradig delikate und schizophrene Doppelleben des Herrn B.: Tagsüber spielt er sich weiterhin als Wächter über Sitte und Anstand auf, des Nachts gebietet Traugott über eine Lasterhöhle par excellence. Als Juliette per Zufall hinter Traugotts moralische „Abgründe“ kommt, ist sie entsetzt und zieht ihren Vater zu Rate. Die Rettung naht, als das Lokal verkauft wird und Traugott endlich wieder in sein altes Leben zurückkehren kann.

## Produktionsnotizen
Der Himmel auf Erden entstand im Dezember 1926 und Januar 1927 im Berliner Nationalfilm-Atelier und passierte die Filmzensur am 27. Januar 1927. Der Film maß eine Länge von 2676 Metern, verteilt auf sechs Akte. Ein Jugendverbot wurde erteilt. Die Uraufführung erfolgte am 25. Juli 1927 in Berlins Gloria-Palast.
Oskar Friedrich Werndorff schuf die Filmbauten.